# Бхаттараи, Кришна Прасад
Кришна Прасад Бхаттараи (непальск. कृष्ण प्रसाद भट्टराई; 24 декабря 1924, Варанаси, Британская Индия — 4 марта 2011, Катманду, Непал) — непальский государственный деятель, премьер-министр Непала (1990—1991) и (1999—2000). Политик, возглавивший в 1990-е годы движение за восстановление системы многопартийности в стране.

## Биография
Окончил факультет экономики в индийском университете в Варанаси, там же вступил в ряды Индийского национального конгресса и в 1942 году подвергся аресту. Был одним из основателей первой непальской студенческой ассоциации и её вице-президентом. В 1947 году становится одним из основателей партии Непальский национальный конгресс, пропагандируя её идеи в качестве журналиста. В 1950 году во время слияния Непальского национального конгресса и Непальского демократического Конгресса в партию Непальский конгресс избран одним из её лидеров и участвует в революции, направленной на свержение династии Рана. С 1951 года спикер Палаты представителей непальского парламента.
В 1960 году, являясь по-прежнему спикером, выступил с критикой авторитарных методов управления короля Махендры за что поссле переворота 15 декабря 1960 года был приговорен к 14 годам тюремного заключения, отсидел 9 лет. В 1976 году становится лидером партии Непальский конгресс, оставаясь на этом посту вплоть до 1996 года. При этом за фактическое лидерство в партии он постоянно боролся со своим однопартийцем Гириджей Прасадом Коиралой.
Являлся активным проводником процесса перехода Непала к демократии. После Народного движения 1990 года и восстановления многопартийной системы был назначен премьер-министром коалиционного кабинета состоявшего из представителей Непальского конгресса и нескольких партий коммунистической направленности. Занял также посты министра иностранных дел, министра обороны и министра по делам королевского двора.
В 1990—1991 годах — премьер-министр Непала. На этом посту провел первые за 30 лет свободные выборы в парламент (при этом в своём округе проиграл выборы лидеру коммунистической партии НепалаМадану Бхандари), при нем была принята новая Конституция, которая установила в Непале демократические права и свободы. Вел активную международную деятельность.
В 1999—2000 годах — вновь премьер-министр Непала. Население страны одобрительно оценивала его политику, направленную на снижение коррупции и искоренение кумовства во власти. Однако, вследствие внутрипартийных разногласий он был вынужден уйти в отставку.
Умер 4 марта 2011 года от полиорганной недостаточности, в возрасте 87 лет.